# Turnerochrysa mirifica
Turnerochrysa mirifica is een insect uit de familie van de gaasvliegen (Chrysopidae), die tot de orde netvleugeligen (Neuroptera) behoort. 
Turnerochrysa mirifica is voor het eerst wetenschappelijk beschreven door Kimmins in 1935.